# Лагиново
Лагиново (грч. Λαγυνά, Лагина) је насељено место у општини Лагадина у периферији Средишња Македонија, Грчка. Према попису из 2021. године било је 3.552 становника.
Према бугарском географу и историчару, Василу Канчову, у Лагинову је 1900. године живело 700 Грка, односно хеленизованих Словена који су били двојезични. Други назив за село је Лајна.